# Stanislav Štěpánek
Stanislav Štěpánek (9. listopadu 1909 – ???) byl český a československý politik Komunistické strany Československa a poúnorový poslanec Národního shromáždění ČSR.

## Biografie
V roce 1948 se uvádí jako obchodník a předseda místního národního výboru v Poličce.
Ve volbách roku 1948 byl zvolen do Národního shromáždění za KSČ ve volebním kraji Pardubice. V parlamentu zasedal do konce funkčního období, tedy do voleb roku 1954.